# Галларус (оратория)
Оратория Галларус (ирл. Séipéilín Ghallarais, «Церковь места иностранцев») — оратория, христианская церковь, расположенная на западной оконечности полуострова Дингл, в ирландском графстве Керри.
Достоверное время постройки неизвестно. По одним сведениям, построена между VI и IX веками, и в этом случае является одним из старейших зданий Британских островов. Есть также утверждения, что на самом деле она построена в XII веке, так как восточное окно не является аркой, а сделано из двух закруглённых камней.
Оратория представляет собой простое здание, сложенное из камней методом сухой кладки, с острой крышей — в форме перевёрнутого корпуса корабля. В западном торце имеется вход (не закрытый дверью), в восточном — окно. Здание построено в технике ложного свода, известного в Ирландии со времён неолита. Свет проникает лишь через вход и окно.
Западная оконечность полуострова Дингль — один из немногих регионов Ирландии, где говорят по-ирландски. С VI века в местности, где сейчас находится оратория, селились монахи.
Оратории посвящено стихотворение Шеймаса Хини In Gallarus Oratory (1969).
В настоящее время функционирует как музей. Является национальным памятником Ирландии.